# Uta
Uta – miejscowość i gmina we Włoszech, w regionie Sardynia, w prowincji Cagliari.
Według danych na rok 2004 gminę zamieszkiwało 6676 osób, 49,8 os./km². Graniczy z Assemini, Capoterra, Decimomannu, Siliqua i Villaspeciosa.